# Graptophyllum macrostemon
Graptophyllum macrostemon är en akantusväxtart som beskrevs av H.Heine. Graptophyllum macrostemon ingår i släktet Graptophyllum och familjen akantusväxter. Inga underarter finns listade i Catalogue of Life.